# Чотирнадцята поправка до Конституції США

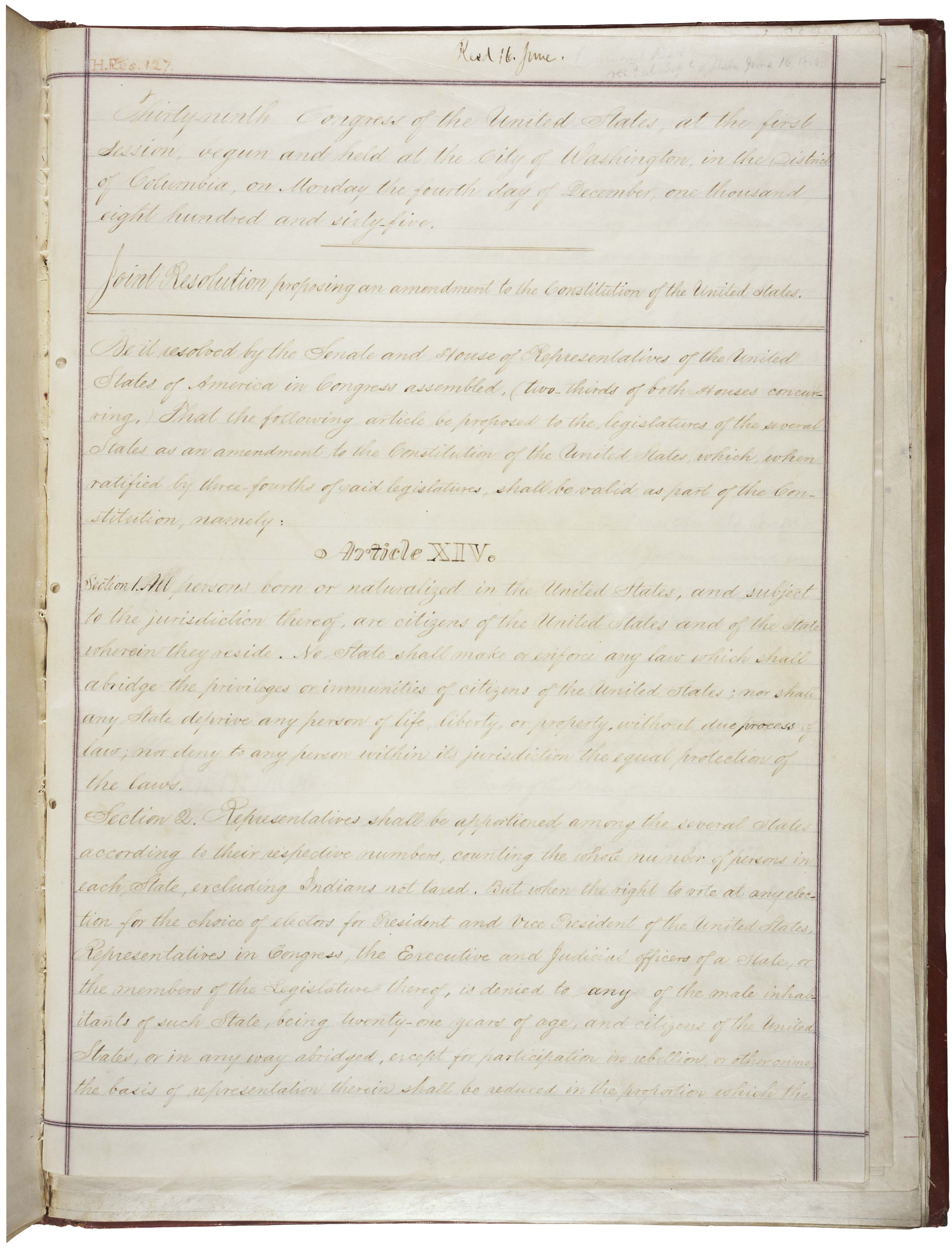
Чотирнадцята поправка

Чотирнадцята поправка до Конституції США (англ. Fourteenth Amendment to the United States Constitution) була прийнята після Громадянської війни в США у 1868 році. Вона ввела надання громадянства будь-якій особі, що народилася на території США, і заборону на позбавлення прав інакше, як за вироком суду. Подана до розгляду 13 червня 1866 року; ратифікована 9 липня 1868 року

## Зміст поправки
Чотирнадцята поправка гарантує рівність громадян США і забороняє ухвалення будь-яким штатом дискримінаційних законів (у тому числі це означає дію Білля про права на всій території США); якщо при виборах який-небудь з штатів обмежує права якої-небудь категорії громадян, норма представництва цього штату в Палаті Представників повинна бути пропорційно зменшена, заборона посідати посади для повстанців проти США; забороняється відшкодування громадянам збитків, пов'язаних з їх ворожою щодо держави діяльністю, або за звільнення їх рабів.

## Текст поправки
| 1. Всі особи, народжені чи натуралізовані у Сполучених Штатах і які підлягають їхній юрисдикції, є громадянами Сполучених Штатів і штату, де вони мешкають. Жоден штат не може видавати чи застосовувати закони, що обмежують привілеї та імунітети громадян Сполучених Штатів. Жоден штат не може без законної процедури позбавити когось життя, свободи чи власності і не може позбавити когось, хто підлягає його юрисдикції, рівної охорони законом. 2. Кількість представників від окремих штатів визначається пропорційно до їхньої людності, враховуючи усіх мешканців кожного штату, за винятком індіанців, які не оподатковуються. Але коли на будь-яких виборах для обрання вибірників Президента чи Віце-президента Сполучених Штатів, виборів представників у Конгрес, виконавчих чи судових урядовців штату або членів законодавчих органів цього штату права голосу буде позбавлено котрогось мешканця чоловічої статі, який досягнув 21 року і є громадянином Сполучених Штатів, або коли це право буде якось обмежено, - з інших причин, ніж участь у повстанні або скоєння іншого злочину, - то кількість представників цього штату має бути зменшена пропорційно до кількості цих громадян чоловічої статі і кількості усіх громадян цього штату, які досягли 21 року. 3. Ніхто не може бути сенатором, представником у Конгресі, вибірником Президента або Віце-президента, чи обіймати якусь цивільну чи військову посаду в уряді Сполучених Штатів або в будь-якому штаті, коли він, склавши раніше присягу як член Конгресу, урядовець Сполучених Штатів, член законодавчих органів котрогось штату чи виконавчий або судовий урядовець штату в тому, що підтримуватиме Конституцію Сполучених Штатів, потім візьме участь у повстанні або заколоті проти цієї Конституції і подасть допомогу чи підтримку її ворогам. Проте Конгрес може скасувати такі обмеження прав двома третинами голосів у кожній палаті. 4. Державні борги, вчинені на підставі законів Сполучених Штатів, серед них борги для виплати пенсій і винагороди за виконання службових обов'язків у придушенні заколоту чи повстання проти Сполучених Штатів, чинні і не можуть піддаватися сумнівам. Проте ні Сполучені Штати, ні будь-який штат не можуть вимагати і не повинні сплачувати борги, вчинені на підтримку заколоту чи повстання проти Сполучених Штатів, і не повинні виплачувати винагороди за втрату чи звільнення будь-якого раба. Всі такі борги, зобов'язання і грошові вимоги вважатимуться за незаконні і нечинні. 5. Конгрес має право забезпечувати виконання цієї статті відповідним законодавством. Оригінальний текст (англ.) 1. All persons born or naturalized in the United States, and subject to the jurisdiction thereof, are citizens of the United States and of the State wherein they reside. No State shall make or enforce any law which shall abridge the privileges or immunities of citizens of the United States; nor shall any State deprive any person of life, liberty, or property, without due process of law; nor deny to any person within its jurisdiction the equal protection of the laws. 2. Representatives shall be apportioned among the several States according to their respective numbers, counting the whole number of persons in each State, excluding Indians not taxed. But when the right to vote at any election for the choice of electors for President and Vice President of the United States, Representatives in Congress, the Executive and Judicial officers of a State, or the members of the Legislature thereof, is denied to any of the male inhabitants of such State, being twenty-one years of age, and citizens of the United States, or in any way abridged, except for participation in rebellion, or other crime, the basis of representation therein shall be reduced in the proportion which the number of such male citizens shall bear to the whole number of male citizens twenty-one years of age in such State. 3. No person shall be a Senator or Representative in Congress, or elector of President and Vice President, or hold any office, civil or military, under the United States, or under any State, who, having previously taken an oath, as a member of Congress, or as an officer of the United States, or as a member of any State legislature, or as an executive or judicial officer of any State, to support the Constitution of the United States, shall have engaged in insurrection or rebellion against the same, or given aid or comfort to the enemies thereof. But Congress may, by a vote of two-thirds of each House, remove such disability. 4. The validity of the public debt of the United States, authorized by law, including debts incurred for payment of pensions and bounties for services in suppressing insurrection or rebellion, shall not be questioned. But neither the United States nor any State shall assume or pay any debt or obligation incurred in aid of insurrection or rebellion against the United States, or any claim for the loss or emancipation of any slave; but all such debts, obligations and claims shall be held illegal and void. 5. The Congress shall have power to enforce, by appropriate legislation, the provisions of this article. |

## Значення
Ця поправка стала однією з найдемократичніших за всю історію американського конституціоналізму, оскільки не лише проголосила рівність усіх громадян незалежно від кольору шкіри, але і передбачала покарання штатів за порушення цих приписів, починаючи від зменшення норми представництва у федеральному Конгресі аж до введення військ в будь-який штат з метою захисту прав і свобод.